# UFC 287
UFC 287: Pereira vs. Adesanya 2（ユーエフシー・ツーエイティセブン：ペレイラ・バーサス・アデサンヤ・ツー）は、アメリカ合衆国の総合格闘技団体「UFC」の大会の一つ。2023年4月8日、フロリダ州マイアミのカセヤ・センターで開催された。

## 大会概要
本大会は王者 アレックス・ペレイラと挑戦者イスラエル・アデサンヤによるUFC世界ミドル級タイトルマッチが組まれた。

## 試合結果

### アーリープレリム
第1試合 女子ストロー級 5分3R
○  サム・ヒューズ vs.  ジャケリン・アモリム ×
3R終了 判定3-0（29-28、29-28、29-28）
第2試合 フェザー級 5分3R
○  スティーブ・ガルシア vs.  シャイラン・ヌアダンビク ×
2R 0:36 TKO（パウンド）
第3試合 160ポンド契約 5分3R
○  イグナシオ・バハモンデス vs.  トレイ・オグデン ×
3R終了 判定3-0（30-27、30-27、29-28）

### プレリミナリーカード
第4試合 女子ストロー級 5分3R
○  ルピータ・ゴディネス vs.  シンシア・カルビーロ ×
3R終了 判定2-1（28-29、29-28、30-27）
第5試合 ミドル級 5分3R
○  ジョー・パイファー vs.  ジェラルド・マーシャート ×
1R 3:15 TKO（パウンド）
第6試合 女子ストロー級 5分3R
○  ルアナ・ピニェーロ vs.  ミシェル・ウォーターソン ×
3R終了 判定2-1（28-29、29-28、29-28）
第7試合 ミドル級 5分3R
○  ケルヴィン・ガステラム vs.  クリス・カーティス ×
3R終了 判定3-0（29-28、29-28、30-27）

### メインカード
第8試合 137ポンド契約 5分3R
○  クリスチャン・ロドリゲス vs.  ラウル・ロザス・ジュニア ×
3R終了 判定3-0（29-28、29-28、29-28）
※ロドリゲスの体重超過によりバンタム級から変更。
第9試合 ウェルター級 5分3R
○  ケビン・ホランド vs.  サンチアゴ・ポンジニッビオ ×
3R 3:16 TKO（左フック→パウンド）
第10試合 バンタム級 5分3R
○  ロブ・フォント vs.  エイドリアン・ヤネス ×
1R 2:57 TKO（右フック→パウンド）
第11試合 ウェルター級 5分3R
○  ギルバート・バーンズ vs.  ホルヘ・マスヴィダル ×
3R終了 判定3-0（30-27、30-27、29-28）
第12試合 UFC世界ミドル級タイトルマッチ 5分5R
○  イスラエル・アデサンヤ vs.  アレックス・ペレイラ ×
2R 4:21 KO（右ストレート→パウンド）
※アデサンヤが王座獲得に成功。

### 各賞
ファイト・オブ・ザ・ナイト：ケルヴィン・ガステラム vs. クリス・カーティス
パフォーマンス・オブ・ザ・ナイト：イスラエル・アデサンヤ、ロブ・フォント
各選手にはボーナスとして5万ドルが授与された。

### カード変更
負傷などによるカードの変更は以下の通り。